# Calbuco
Calbuco este un oraș și comună din provincia Llanquihue, regiunea Los Lagos, Chile, cu o populație de 32.963 locuitori (2012) și o suprafață de 590,8 km2.